# Karolina Zalewska-Barczyk
Karolina Zalewska (ur. 1977 w Toruniu) – polska artystka i projektantka. 

## Życiorys
Ukończyła kierunek malarstwo na Wydziale Sztuk Pięknych UMK w Toruniu. Dyplom z wyróżnieniem uzyskała w roku 2001 – pod opieką prof. Jana Pręgowskiego. Wystawa pracy dyplomowej odbyła się w galerii sztuki Wozownia w Toruniu.
Finalistka konkursu "Obraz Roku 2001" "Art & Business" oraz 19. Festiwalu Współczesnego Malarstwa Polskiego w Szczecinie.
Działalność artystyczna: malarstwo sztalugowe (akryl, olej), fotografia artystyczna, rysunek, grafika: grafika komputerowa i linoryt, ekslibris, architektura wnętrz i aranżacja wnętrz, projektowanie biżuterii.

## Ważniejsze wystawy
- 13. międzynarodowe triennale Małe Formy Grafiki, Łódź '08
- Kisgrafika Small Graphic Forms 2004, 2006, Gallery of Ujpest, Budapeszt, Węgry
- Wystawa 60-lecia Okręgu Toruńskiego ZPAP, Galeria Sztuki Wozownia, Toruń
- Fifth Annual International Miniatures Exhibition "little m", Wilno, Litwa
- XI Międzynarodowe Biennale Małej Formy Graficznej i Ekslibrisu, Ostrów Wielkopolski
- 15th International Ex Libris Competition, Sint-Niklaas, Belgia
- VI Międzynarodowy Konkurs Graficzny na Ekslibris, Gliwice
- International Ex-libris Competition "The Sun and the Moon", Fine Arts Museum Claudio León Sempere, Burzaco, Argentyna
- FISAE CGD International Ex-libris Competition 2004, Jussy, Szwajcaria
- 5 biennale małych form malarskich, Galeria Sztuki Wozownia, Toruń
- Wystawa finalistów konkursu "Obraz Roku 2001" Art&Bussiness, Muzeum im. Xawerego Dunikowskiego, Pałac Królikarnia, Warszawa
- 19 Festiwal Współczesnego Malarstwa Polskiego, Zamek Książąt Pomorskich, Szczecin
- Zalewska - Zielińska pamięci Emila Schumachera Galeria 011, Toruń